# Castell de Cornellà
El Castell de Cornellà, conegut popularment com el Castell del Borni, és un edifici situat a l'actual barri Centre de Cornellà de Llobregat, declarat bé cultural d'interès nacional.

## Història
Les excavacions arqueològiques realitzades a Cornellà indiquen que entre l'època romana i l'edat mitjana va existir un nucli de població continuat a la zona entre l'església de Santa Maria i el castell. La primera referència documental és del 1067, quan hi consta una torre defensiva in locum Cornelianus, sense especificar-ne la ubicació precisa.
El castell, centre d'un ampli domini, data de finals del segle xiii i principis del xiv, quan possiblement era propietat de la família Cornellà, anomenada també Castellvell. El 1308 pertanyia a Berenguer Mallol, època en què tenia una capella dedicada a Sant Antoni. A mitjans d'aquest segle, els Mallol reorganitzaren l'explotació agrícola de les terres i les repoblaren, donant origen a molts dels masos de la parròquia i edificaren la casa de Cornellà, probablement la primera construcció del castell.
Segons l'historiador Bonaventura Pedemonte, el 1467, durant la Guerra Civil Catalana fou confiscat a Joan de Ribes i cedit a Manaud del Guerri, partidari de Renat d'Anjou i capità seu al Llobregat. Sembla que el castell patí desperfectes a causa del conflicte i tornà a mans a la família Ribes, que el faria restaurar i fortificar.
El 1666, fou adquirit per Baltasar d'Oriol i Marcer, que el convertí en centre d'una explotació agrícola. A principis del segle xx, el castell i les seves terres foren venuts en subhasta pública a instàncies dels creditors de la família Via. La major part de les terres van ser adquirides per pagesos i petits propietaris de Cornellà, mentre que el castell fou adquirit pel masover i fou destinat a masia. Pel que sembla, en un racó vivia un llogater que era borni, i d'aquí l'origen de la seva denominació popular.
El 1992, el castell va ser adquirit per l'Ajuntament de Cornellà, i tot seguit hi van començar les obres de rehabilitació i recuperació, acabades l'any 2000. A la planta baixa s'hi pot visitar la sala d'exposicions, mentre que el pati és utilitzat per a diverses activitats: concerts, conferències, presentacions públiques, etc. La primera i segona planta acullen l'Arxiu Històric Municipal de Cornellà.

## Descripció
És un gran casal d'estil gòtic, construït i reformat en diverses èpoques. Està situat estratègicament a dalt d'un petit turó des del qual s'albira el delta del Llobregat i el tram final d'aquest riu, de Sant Boi a l'altra ribera.
És construït amb carreus de pedra i argamassa, a la base i a les torres, i terra pastada (tàpia), a la resta.
És de planta quadrada, entorn d'un pati central, amb una torre a cada extrem, que sobresurten per damunt de la fàbrica de l'edifici, de dues plantes. Segons dibuixos de l'arquitecte Ramon Puig i Gairalt, a la planta hi ha el celler i la capella, i al pis superior diverses cambres i salons. De les façanes cal destacar diversos finestrals gòtics geminats típics del gòtic refinat del segle xv. Al pati inferior hi ha finestres tapiades.
Una de les finestres geminades que es conserven al castell. D'estil gòtic avançat, corresponent al segle xv. Està formada de carreus ben tallats de pedra seca. Cada brancal està fet de tres peces sobre una base d'una sola pedra i coronada per dues pedres treballades formant arquets ogivals trilobats. Les pedres que formen els arcs descansen sobre els brancals i sobre una petita columneta fina amb capitell facetat cúbic amb la part inferior cònica. El capitell és el típic estilitzat gòtic que imita sintèticament el model corinti clàssic, amb roseta, collarí i fulles d'acant, habitual de l'arquitectura gòtica catalana del segle xv. Alguns elements, com la columneta i la llinda dreta superior semblen posteriors, fruit d'una restauració mimètica moderna.